# Miodentosaurus brevis
Il miodentosauro (Miodentosaurus brevis) è un rettile marino estinto, appartenente ai talattosauri. Visse nel Triassico superiore (Norico, circa 210 milioni di anni fa) e i suoi resti sono stati ritrovati in Cina. È il più grande talattosauro noto.

## Descrizione
Questo animale, come tutti i talattosauri, possedeva un corpo allungato e zampe relativamente piccole poste ai lati del corpo. La coda era molto lunga e compressa lateralmente, mentre il cranio presentava numerose caratteristiche uniche. Il muso, ad esempio, era insolitamente corto rispetto a quello degli altri talattosauri, e la mascella era del tutto sprovvista di denti. La premascella, invece, presentava alcuni denti dalla punta leggermente smussata. Sulla mandibola, in egual modo, i denti erano presenti solo anteriormente. Le zampe anteriori erano leggermente più grandi di quelle posteriori, mentre le unghie delle dita erano piccole e piatte. Con una lunghezza di circa 5 metri, Miodentosaurus rappresenta il più grande talattosauro finora noto. 

## Classificazione
Miodentosaurus è stato descritto per la prima volta nel 2007 sulla base di uno scheletro completo proveniente dalla formazione Falang (regione di Guizhou). Ulteriore materiale è stato descritto nel 2010. Analisi filogenetiche indicano che Miodentosaurus era senza dubbio un rappresentante dei talattosauri (un gruppo di rettili acquatici tipici del Triassico e dotati di corpi allungati), e che probabilmente i suoi più stretti parenti erano l'europeo Askeptosaurus e il cinese Anshunsaurus (Wu et al., 2009). Tra le caratteristiche che accomunano questi tre generi, da ricordare la riduzione della cresta deltopettorale sull'omero. Miodentosaurus, però, possedeva alcune caratteristiche distintive (principalmente la forma del cranio e la dentatura, ma anche l'ilio dotato di una cresta dorsale espansa distalmente).

## Paleoecologia
Non è chiaro lo stile di vita di Miodentosaurus. Di certo era una creatura acquatica, che si spostava per mezzo di ondulazioni della parte posteriore della colonna vertebrale, con la coda appiattita lateralmente a fare da propulsore. La presenza di pochi denti posizionati esclusivamente nella parte anteriore delle fauci, così come le piccole dimensioni delle unghie, indicano che Miodentosaurus non era un animale esclusivamente carnivoro (Zhao et al., 2010).